# كلفن رايت
كلفن رايت (بالإنجليزية: Kelvin Wright)‏ هو قسيس نيوزيلندي، ولد في 1952.